# X–66

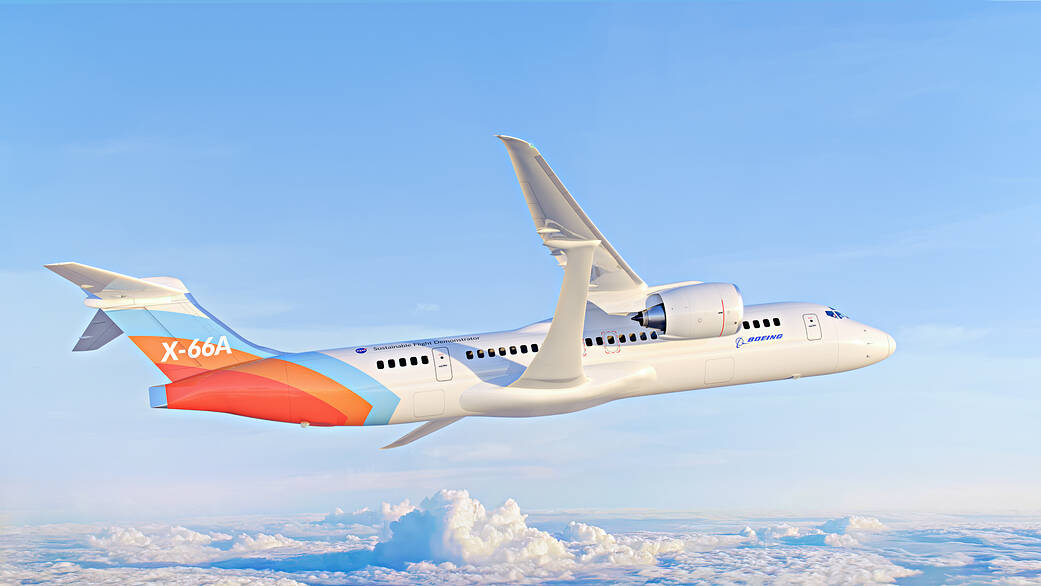
Az X–66 grafikus ábrázolása

Az X–66 amerikai kísérleti utasszállító repülőgép, amelyet a Boeing repülőgépgyár fejleszt a NASA fenntartható repülést célzó Sustainable Flight Demonstrator (SFD) programja keretében. A repülőgép aerodinamikai kialakítása és konstrukciója a Subsonic Ultra-Green Aircraft Research (SUGAR) kutatási programban meghatározott elveken alapul. A repülőgép egyik legfőbb jellemzője a nagy oldalviszonyú, karcsú szárny, a Boeing által kidolgozott transzszonikus merevített szárny (TTBW) alkalmazása, amelynek alacsonyabb az indukált légellenállása.
A NASA által indított Sustainable Flight Demonstrator program célja olyan repülőgépgyártási technológiák kidolgozása, amelyek révén jelentősen csökkenthető a repülőgépek üzemanyag-fogyasztása és a szén-dioxid kibocsátása.
A NASA pályázatot írt ki egy technológiai demonstrátor megépítésére, amelyet 2023 januárjában a Boeing nyert el. A demonstrátor egy meglévő repülőgépen, egy MD–90-es repülőgépen fog alapulni. A NASA hét év alatt 425 millió dollárral támogatja a fejlesztési programot, míg a Boeing és a partnerei a fejlesztési költségek fennmaradó részét, mintegy 725 millió dollárt fektetnek be a programba.
Az N931TB lajstromjelű repülőgépet, amely korábban a China Northern Airlines-nál, a China Southern Airlines-nál és a Delta Air Lines-nál is repült, 2023 augusztusában átszállítottak a Boeing palmadale-i üzemében, ahol elvégzik a repülőgép felújítását és átalakítását. 
Ennek során a repülőgépet felsőszárnyassá alakítják és a Boeing leányvállalata, a Aurora Flight Sciences által kidolgozott, transzszonikus merevített szárnnyal szerelik fel. A felsőszárnyas elrendezésnek köszönhetően nagyobb átmérőjű, tehát nagyobb kétáramsági fokú hajtóművet használhatnak. A kisebb relatív szárnyprofil-vastagság és a nagy oldalviszonyú, karcsú szárny alkalmazása kisebb indukált légellenállást biztosít. A karcsú szárnyszerkezet miatt a megfelelő szilárdsági jellemzők érdekében a szárnyakat merevítődúccal látják el. Hajtóműként felmerült a Rolls-Royce EVE (Electrically Varieble Engine) technológiát alkalmazó hajtóművének az alkalmazása, amelynél a nagynyomású kompresszor és a turbóventilátor közé egy elektromos motort helyeznek el, amely bizonyos repülési üzemmódokban növeli a hajtómű teljesítményét. 2024 júniusában azonban a Boeing bejelentette, hogy a Pratt & Whitney PW102XG hajtóművet fogják beépíteni az X–66-ba. Ez a hajtómű a PW1500G/1900G sorozat egy speciális továbbfejlesztett változata.
Az újszerű szárnyszerkezet, az új szerkezeti anyagok és az új hajtómű alkalmazásától az üzemanyag-fogyasztás és a szén-dioxid kibocsátás 30%-os csökkenését várják.
A repülőgép átalakítása és modernizálása várhatóan 2028-ban fejeződik be. Ez után kezdődhetnek el a földi és a repülési tesztek. Ez a repülőgép később egy 130–210 férőhelyes utasszállító repülőgép alapja lehet.
2025. április 24-n a Boeing bejelentette, hogy határozatlan időre felfüggeszti az X–66-os fejlesztési programját, az ott felszabaduló mérnöki erőforrásokat pedig a Boeing 777X és a 737 MAX végleges változatainak késedelmes tanúsításának befejezésére csoportosítja át. Az X–66-hoz tervezett nagy oldalviszonyú, vékonyszárny-technológiát ígéretesnek tartják a jövőbeni alkalmazáshoz és folytatja az ezzel kapcsolatos kutatásokat.